# 夏天、烟火和我的尸体
《夏天、烟火和我的尸体》是当时年仅16岁的日本作家乙一于1996年5月创作的一篇恐怖小说，也是乙一的处女作。

## 简介
我叫五月。
夏日的下午六点天还很亮，我和最好的朋友坐在高高的树上，看着我喜欢的男孩挥着手从森林那头跑来。风抚摩着我的脸颊，周围全是叶子的香气，真好啊！一隻温热的小手搭到我背上，我摔了下去，死掉了。
男孩跑到树下，对着一动不动的我笑了。“把五月藏起来吧。”他说。我睁着眼睛，看着他们拼命去藏起我的尸体，努力不让别人发现。啊！真是辛苦啊，怎么藏也不得安宁。

## 人物

### 五月
“我”。一名三年级的9岁小学生，被好朋友弥生杀害。最喜欢的人是健。

### 橘弥生
五月的同龄朋友，同班同学，健的妹妹。当她得知五月喜欢健时，杀害了五月。最喜欢的人是自己的哥哥健。

### 橘健
弥生的哥哥，11岁。帮助妹妹藏尸，性格沉稳。最喜欢的人是绿姐姐。

### 绿姐姐
一个即将成年的19岁女子，在冰淇淋厂工作。头发很长，面容白皙，是个和蔼可亲的邻家女孩。有着悲惨的过去，黑暗的童年，是连续诱拐案的凶手。